# Atheist
Atheist – amerykańska grupa wykonująca muzykę z pogranicza thrash i death metalu z wpływami jazz rocka. Zespół powstał w 1984 roku, początkowo pod nazwą Oblivion, a następnie R.A.V.A.G.E. (Raging Atheists Vowing A Gory End), nazwę Atheist grupa przyjęła około 1988 roku. W 1992 roku zespół na krótko został rozwiązany. Po nagraniu trzeciego albumu w 1994 roku grupa ponownie zakończyła działalność. W 2006 roku, z inicjatywy lidera formacji Kelly’ego Shaefera, Atheist wznowił działalność w odnowionym składzie.

## Historia

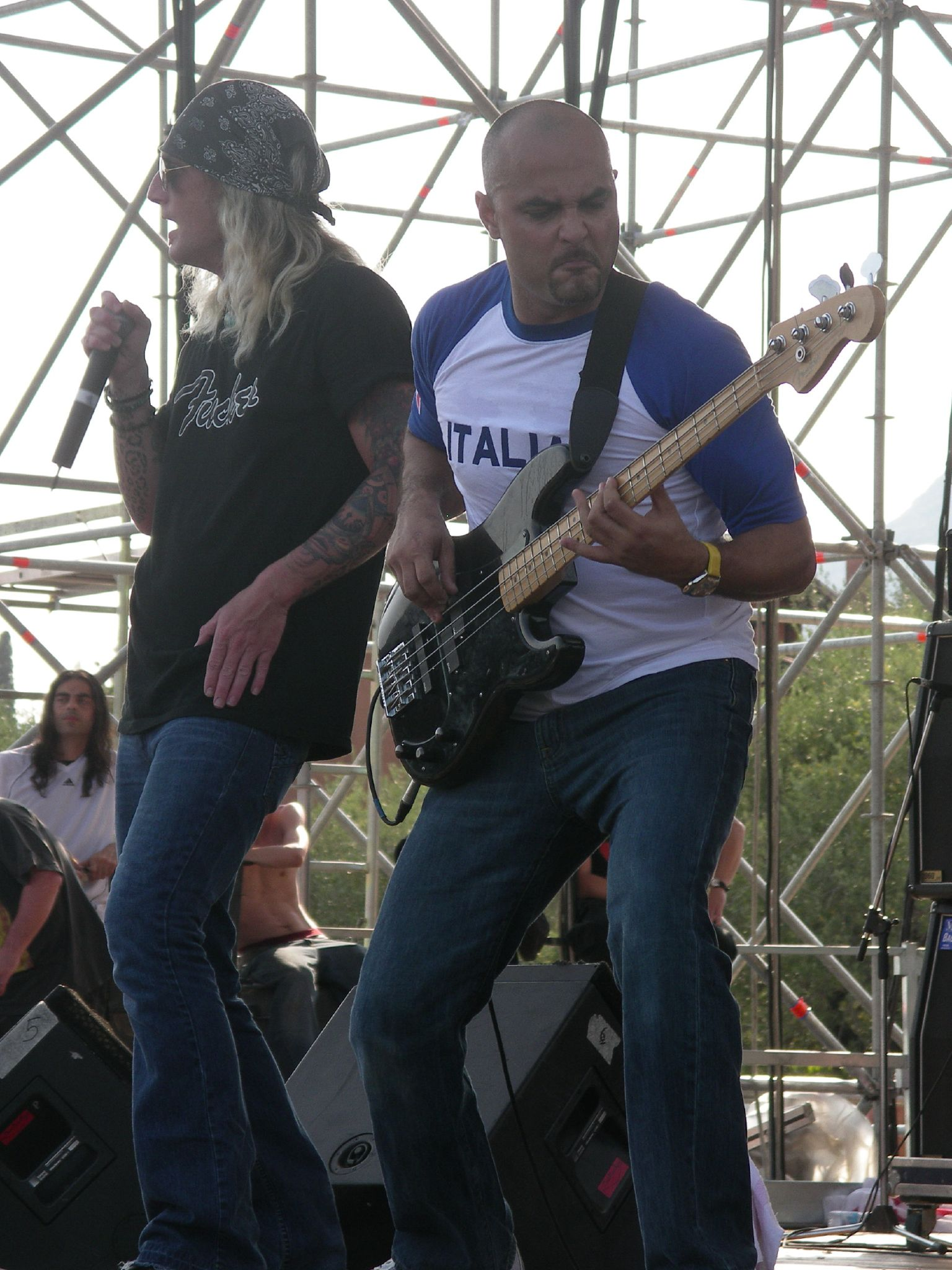
Od lewej: Kelly Shaefer i Tony Choy podczas koncertu na festiwalu Evolution 16 lipca 2006

Zespół powstał w 1984 roku Sarasota w stanie Floryda pod nazwą Oblivion z inicjatywy gitarzysty Kelly’ego Shaefera i perkusisty o imieniu Mark, którego wkrótce zastąpił Steve Flynn. Jedną z pierwszych kompozycji młodego zespołu był „State Of Oblivion”. Na początku 1985 roku muzycy zmienili nazwę na R.A.V.A.G.E., która stanowiła skrót od Raging Atheists Vowing A Gory End. Do składu dołączył wówczas wokalista Steve „Scrappy” Freid. Wraz z rozszerzonym składem powstały utwory „Undefiled Wisdom” i „On They Slay”, jednakże muzycy wykonywali również interpretacje z repertuaru takich grup jak Anthrax, Exodus i Slayer.
Wkrótce potem grupa nawiązała współpracę z basistą Rogerem Pattersonom, który występował w lokalnym zespole thrash metalowym pod nazwą Aggressor. Wokalizy w wykonaniu Scrappy'ego były zbyt melodyjne, dlatego też jego obowiązki przejął Shaefer. W nowym składzie zespół dał szereg lokalnych koncertów z towarzyszeniem takich grup jak: B.P., Nasty Savage czy Havoc. W sierpniu 1985 roku w Progressive Studios w Tampie muzycy nagrali utwór pt. „Kill Or Be Killed”, która wraz czterema innymi kompozycjami zarejestrowanymi na żywo stanowiła demo zatytułowane Rotting in Hell. Pomimo słabej jakości nagrania wzbudziły zainteresowanie na lokalnej scenie muzycznej. 

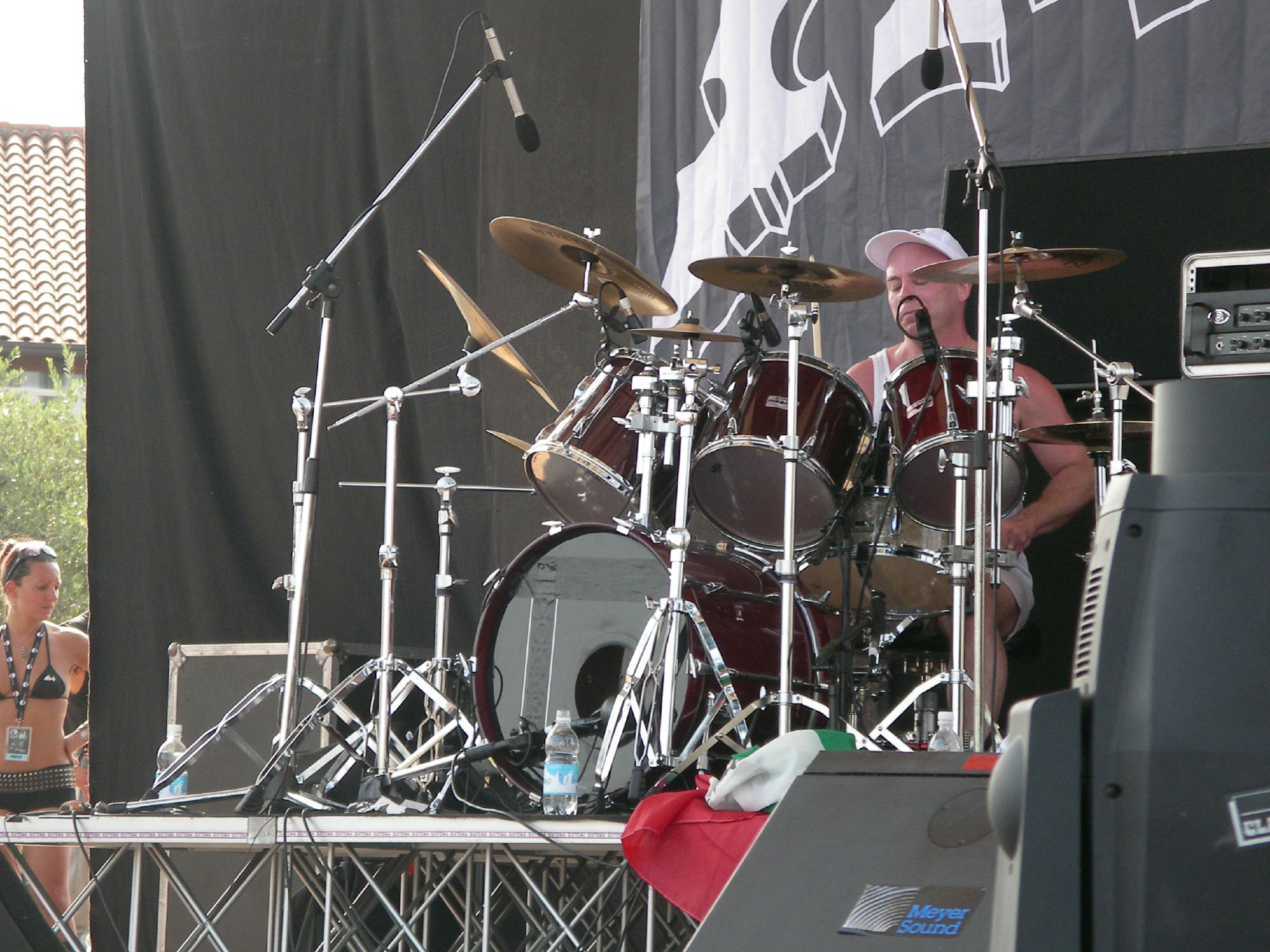
Steve Flynn podczas koncertu na festiwalu Evolution 16 lipca 2006

W listopadzie 1986 roku do zespołu dołączył drugi gitarzysta - Mark Sczawtsberg. Miesiąc później grupa zarejestrowała w pełni studyjne trzyutworowe demo pt. On They Slay. Wydawnictwo uzyskało pozytywne recenzje na łamach takich czasopism i fanzinów jak Total Thrash, Kerrang!, Nightmare oraz Violent Noize. Borivoj Krgin - ówczesny redaktor Violent Noize - entuzjastycznie zareagował na nagrania formacji i zaproponował R.A.V.A.G.E. udział w splicie. Wydawnictwo zatytułowane Raging Death zostało wydane przez Godly Records zawierało ponadto kompozycje Xecutioner, Lethal Presence, Betrayel oraz Sadus. Przed wydaniem płyty Mark Scwartzberg opuścił grupę na prośbę jego członków, którzy byli niezadowoleni partiami solowymi gitarzysty. Scwartzberga zastąpił muzyk o imieniu Gary, który znalazł się na zdjęciu zespołu w książeczce Raging Death. Wkrótce potem muzycy postanowili przyjąć nazwę Atheist, która bardziej oddawała styl grupy. Muzycy chcieli uniknąć również skojarzeń z lokalnym zespołem który miał podobną nazwę.
W 1987 roku zespół nagrał kolejne demo pt. Hell Halth No Mercy. Na wydawnictwie znalazły się trzy utwory w tym nagrany ponownie On They Slay. W tym czasie grupa dała kilka lokalnym koncertów wraz z Xecutioner i Nasty Savage. Na początku 1988 roku do grupy dołączył drugi gitarzysta - Rand Burkey. W kwietniu w studiu Morrisound Recording muzycy nagrali demo zatytułowane Beyond. Kaseta spotkała się z pozytywnym przyjęciem na łamach zinów Blackthorn, Metal Forces i No Glam Fags. Wzrost popularności formacji umożliwił jej otwierające koncerty przed takimi zespołami jak: Testament, Violence, Death czy Death Angel. Po kilku miesiącach negocjacji Atheist podpisał kontrakt z wytwórnią Mean Machine Records.
W listopadzie 1989 roku w Morrisound Recording we współpracy z producentem muzycznym Scottem Burnsem muzycy nagrali debiutancki album zatytułowany Piece of Time. Wkrótce potem wytwórnia Mean Machine Records zbankrutowała. W międzyczasie muzycy podpisali umowę z brytyjską firmą Active Records. Debiut zespołu ukazał się w 1990 roku w Europie. Z kolei w Stanach Zjednoczonych płyta została wydana na podstawie licencji dzięki Metal Blade Records. Również w 1990 muzycy dali szereg koncertów w swej ojczyźnie wraz z Napalm Death, Morbid Angel, Death Angel, Exodus. Natomiast we wrześniu Atheist odbył swoją pierwszą trasę koncertową jako gwiazda wieczoru. W grudniu zespół po raz pierwszy wystąpił w Europie poprzedzając koncerty Candlemass. 

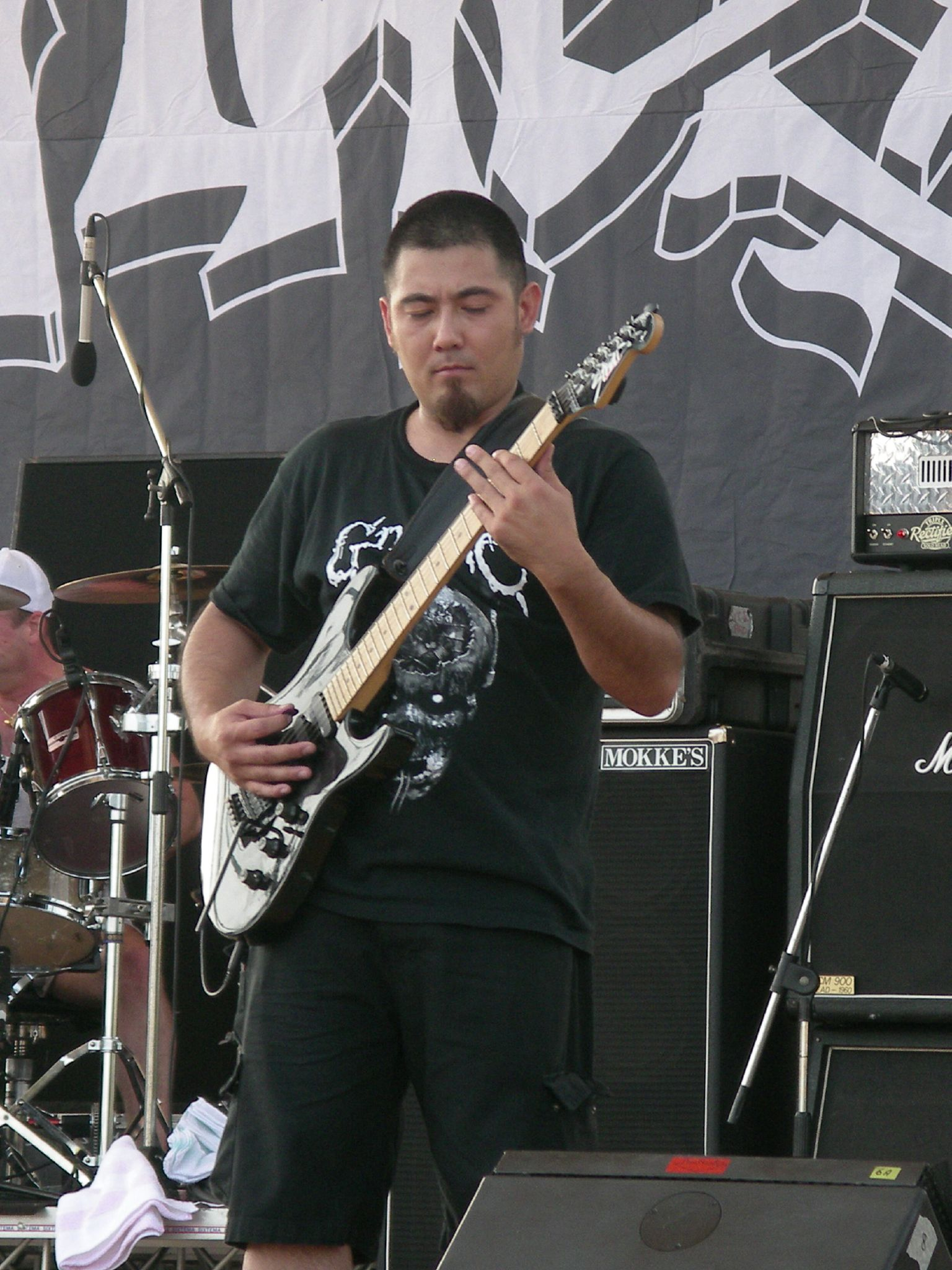
Sonny Carson podczas koncertu na festiwalu Evolution 16 lipca 2006

Na początku 1991 roku zespół rozpoczął koncerty w Stanach Zjednoczonych ponownie poprzedzając Candlemass. W drodze powrotnej do domu 12 lutego muzycy mieli wypadek samochodowy w wyniku którego zmarł basista Roger Patterson. Miał 22 lata. Pomimo tragicznego wydarzenia zespół kontynuował działalność. Stanowisko basisty muzycy zaproponowali Dougowi Keyserowi znanego z występów w Watchtower, ten jednakże odmówił. Ostatecznie sesyjnym basistą został Tony Choy z grupy Cynic. W lipcu nowym składzie w Morrisound Recording grupa nagrała kolejny album zatytułowany Unquestionable Presence. W ramach promocji grupa zagrała kilka lokalnych koncertów oraz wystąpiła na Tampa Bay Metal Awards, był to ostatni występ Choya, który dołączył do Pestilence. Stanowisko basisty objął Darren McFarland znany z występów w grupie Blackout.
W styczniu 1991 zespół odbył trasę koncertową w Stanach Zjednoczonych i Kanadzie poprzedzając grupę Cannibal Corpse. Z kolei wiosną odbyły się koncerty wraz z grupą Deceased. W lipcu 1992 roku grupa już nie funkcjonowała, Kelly Shaefer dołączył do formacji Neurotica, natomiast Steve Flynn powrócił na studia. Shaefer zobowiązany kontraktem opiewającym na nagranie trzeciej płyty Atheist podjął współpracę z gitarzystą Frankiem Emmi, który występował w Gentelmen Death. Do zespołu powrócił Tony Choy, który zakończył współpracę z Cynic oraz Rand Burkey. Nowym perkusistą został Josh Greenbaum, członek Aleka's Attic.
W 1993 roku w Pro-media Studios muzycy rozpoczęli nagrania nowego albumu. Realizacji płyty podjął się producent muzyczny Mark Pinske. Efektem nagrań była płyta Elements. Wydawnictwo było promowane podczas trasy koncertowej w Europie wraz z grupą Benediction. W trasie wziął udział perkusista Marcell Dissantos, który zastąpił Greenbauma zobowiązanego sesją nagraniową dla grupy River Phoenix. Występy w Europie okazały się sukcesem jednak grupa odstawała progresywną muzyką od innych death metalowych zespołów. W październiku ze względu na problemy finansowe oraz odejście Choya i Dissantosa formacja uległa rozwiązaniu.
19 lipca 2005 roku ukazała się kompilacja nagrań pt. Atheist - The Collection. W 2006 roku zespół wznowił działalność w składzie: Kelly Shaefe, Chris Baker, Sonny Carson, Steve Flynn oraz Tony Choy. W 2009 roku nakładem wytwórni muzycznej Relapse Records ukazał się pierwszy album koncertowy zespołu zatytułowany Unquestionable Presence: Live at Wacken. Tego samego roku muzycy podpisali kontrakt z wytwórnią muzyczną Season of Mist. W sierpniu 2010 roku z zespołu odszedł basista Tony Choy (przyczyną odejścia muzyka były różnice na tle artystycznym). 8 listopada tego samego roku nakładem wytwórni muzycznej Season of Mist ukazał się czwarty album studyjny formacji zatytułowany Jupiter.

## Muzycy

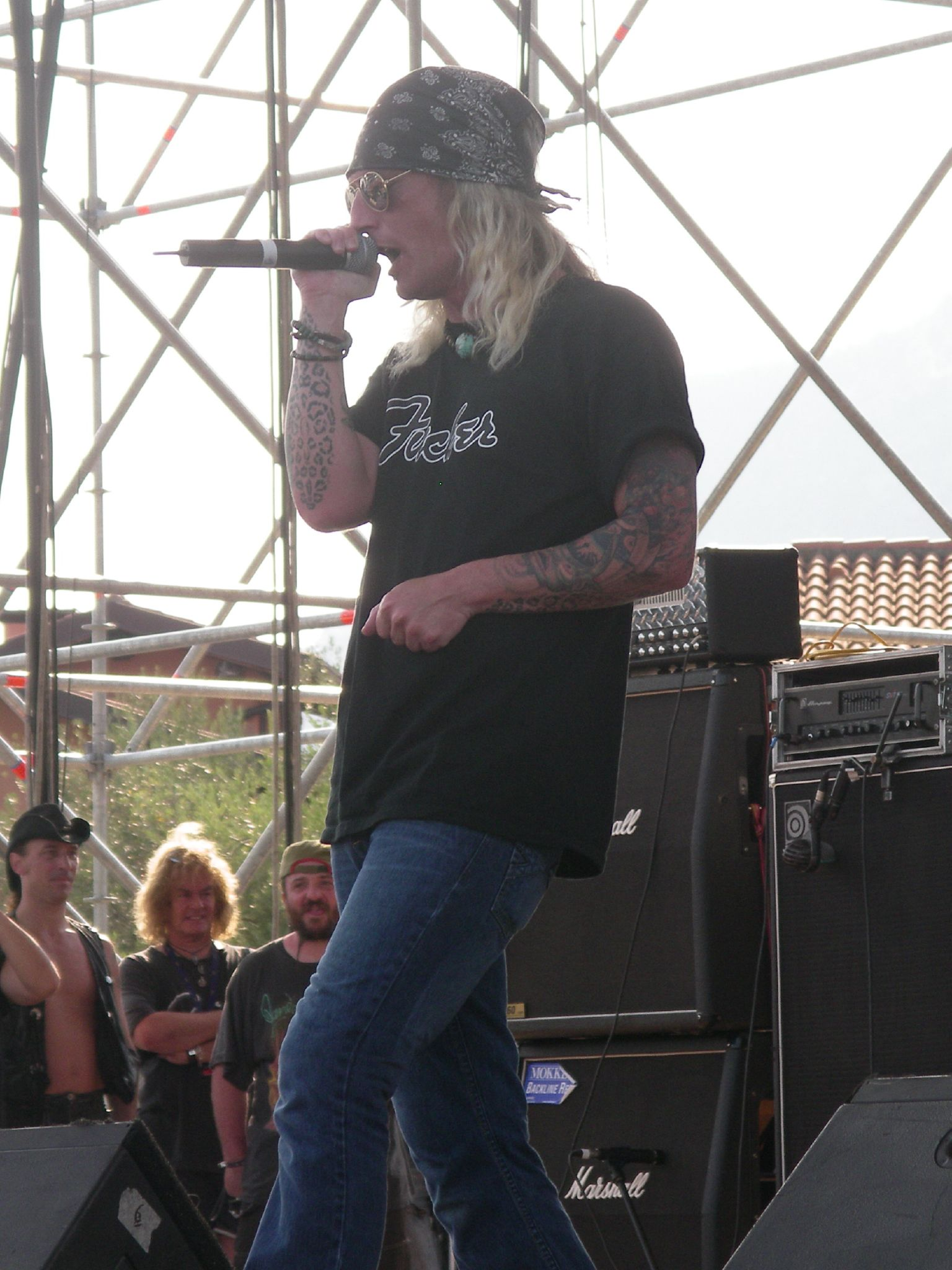
Kelly Shaefer podczas koncertu na festiwalu Evolution 16 lipca 2006

Opracowano na podstawie materiału źródłowego.
| Obecny skład zespołu - Kelly Shaefer – śpiew, gitara (1984–1994, od 2006) - Chris Martin – gitara (od 2012) - Jason Holloway – gitara (od 2011) - Tony Choy – gitara basowa (1991, 1993–1994, 2006–2010, od 2012) - Steve Flynn – perkusja (1984–1991, od 2006) Muzycy koncertowi - Marcell Dissantos – perkusja (1993) - Darren McFarland – gitara basowa (1991–1992) - Travis Morgan – gitara basowa (2011–2012) |  | Byli członkowie zespołu - Chris Baker – gitara (2006–2012) - Jonathan Thompson – gitara, gitara basowa (2009–2011) - Sonny Carson – gitara (2006–2009) - Roger Patterson (zmarły) – gitara basowa (1985–1991) - Mickey Hayes – perkusja (1993) - Josh Greenbaum – perkusja (1993) - Steve „Scrappy” Freid – śpiew (1985) - Lee Harrison – gitara (1990) - Gary (nazwisko nieznane) – gitara (1987) - Mark Sczawtsberg – gitara (1986–1987) - Frank Emmi – gitara (1993) - Rand Burkey – gitara (1988–1992, 1993–1994) - Mark (nazwisko nieznane) – perkusja (1984) |

## Dyskografia
Opracowano na podstawie materiału źródłowego.
| Albumy studyjne - Piece of Time (1990, Active Records) - Unquestionable Presence (1991, Active Records, Metal Blade Records) - Elements (1993, Active Records, Metal Blade Records) - Jupiter (2010, Season of Mist) Albumy koncertowe - Unquestionable Presence: Live at Wacken (2009, Relapse Records) | Kompilacje - Atheist - The Collection (2005, Relapse Records) Dema - Rotting in Hell (1985, wydanie własne) - Raging Death (1987, 5-way split, Godly Records) - On We Slay (1987, wydanie własne) - Hell Hath No Mercy (1987, wydanie własne) - Beyond (1988, wydanie własne) |

## Nagrody i wyróżnienia
| Rok  | Kategoria                            | Nagroda                 | Uwagi       |
| ---- | ------------------------------------ | ----------------------- | ----------- |
| 2011 | The Best Death Metal Album (Jupiter) | Metal Storm Awards 2010 | 10. miejsce |